# خانه پروفسور عدل
خانه پروفسور یحیی عدل مربوط به دوره پهلوی است و در تهران، خیابان ولیعصر، روبروی کاخ مرمر، پلاک ۴ و ۶ واقع شده و این اثر در تاریخ ۱۱ مرداد ۱۳۷۷ با شمارهٔ ثبت ۲۰۸۱ به‌عنوان یکی از آثار ملی ایران به ثبت رسیده‌است.
خانهٔ پروفسور عدل اکنون در مالکیت دولت قرار دارد و به عنوان ساختمان پژوهشکدهٔ هنر (وابسته به فرهنگستان هنر) استفاده می‌شود.

## نگارخانه

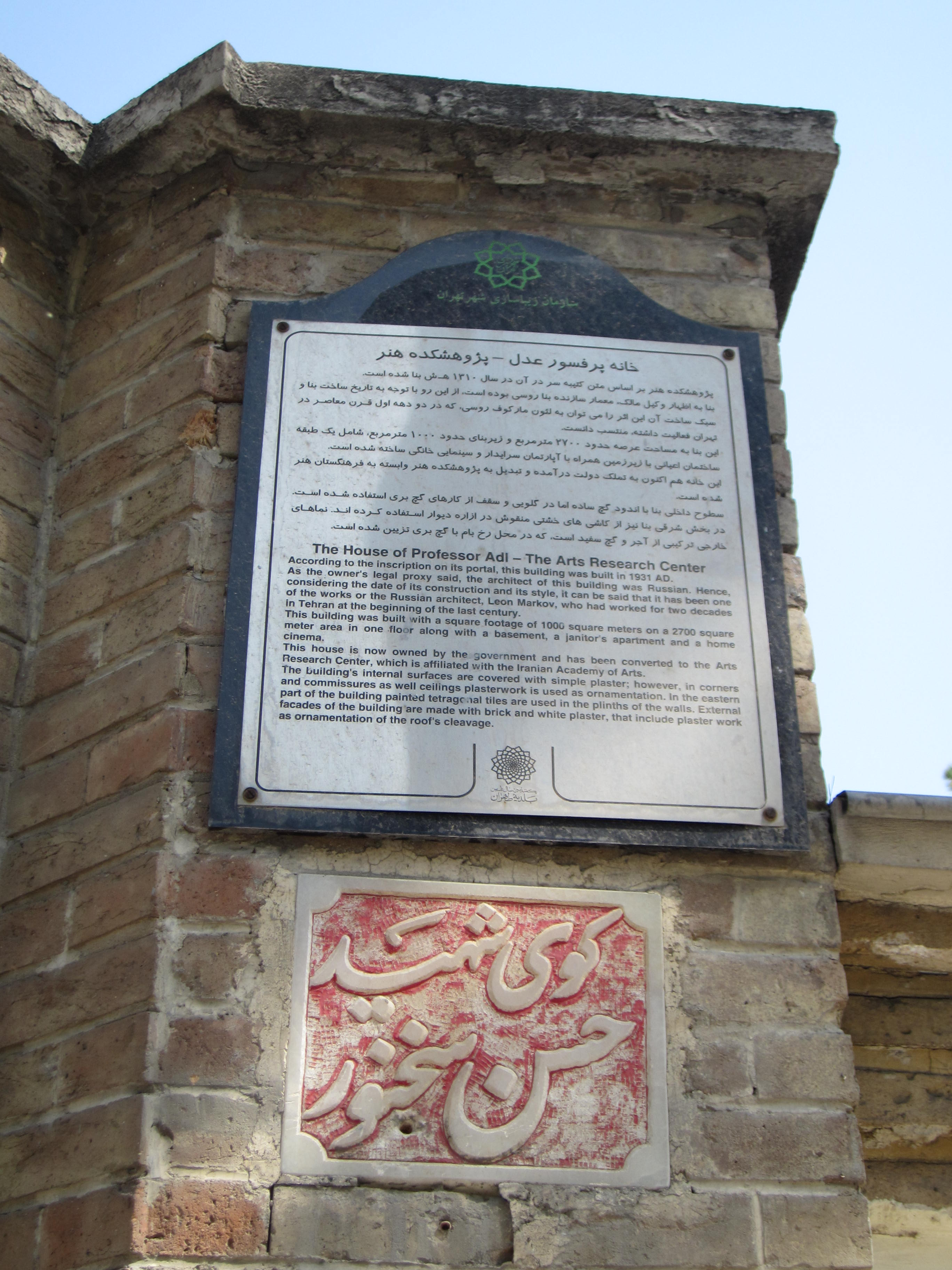
لوح نصب شده بر سردر خانهٔ پروفسور عدل که در آن مختصری از تاریخچهٔ ساختمان آمده‌است.
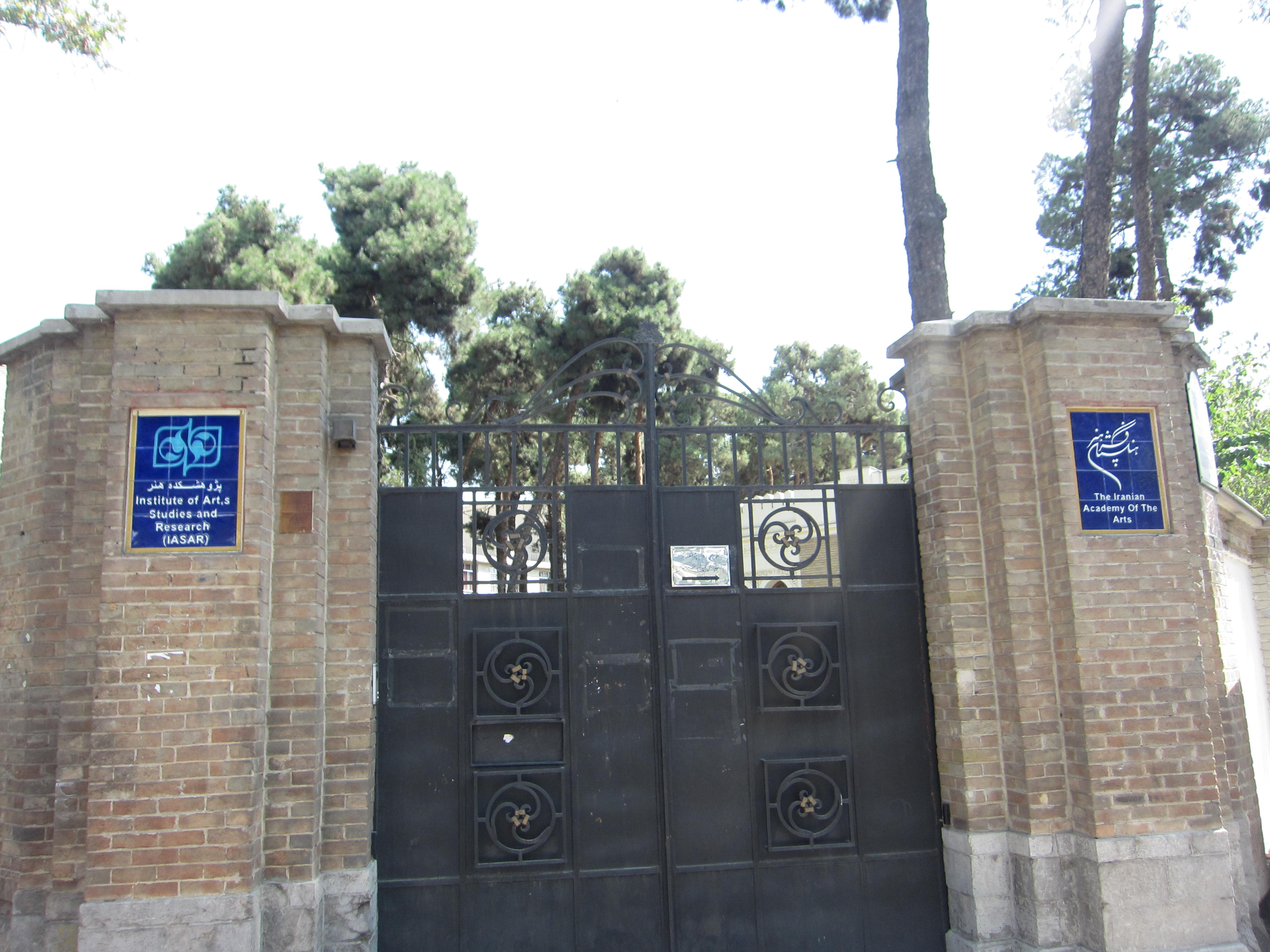
درب حیاط خانهٔ پروفسور عدل
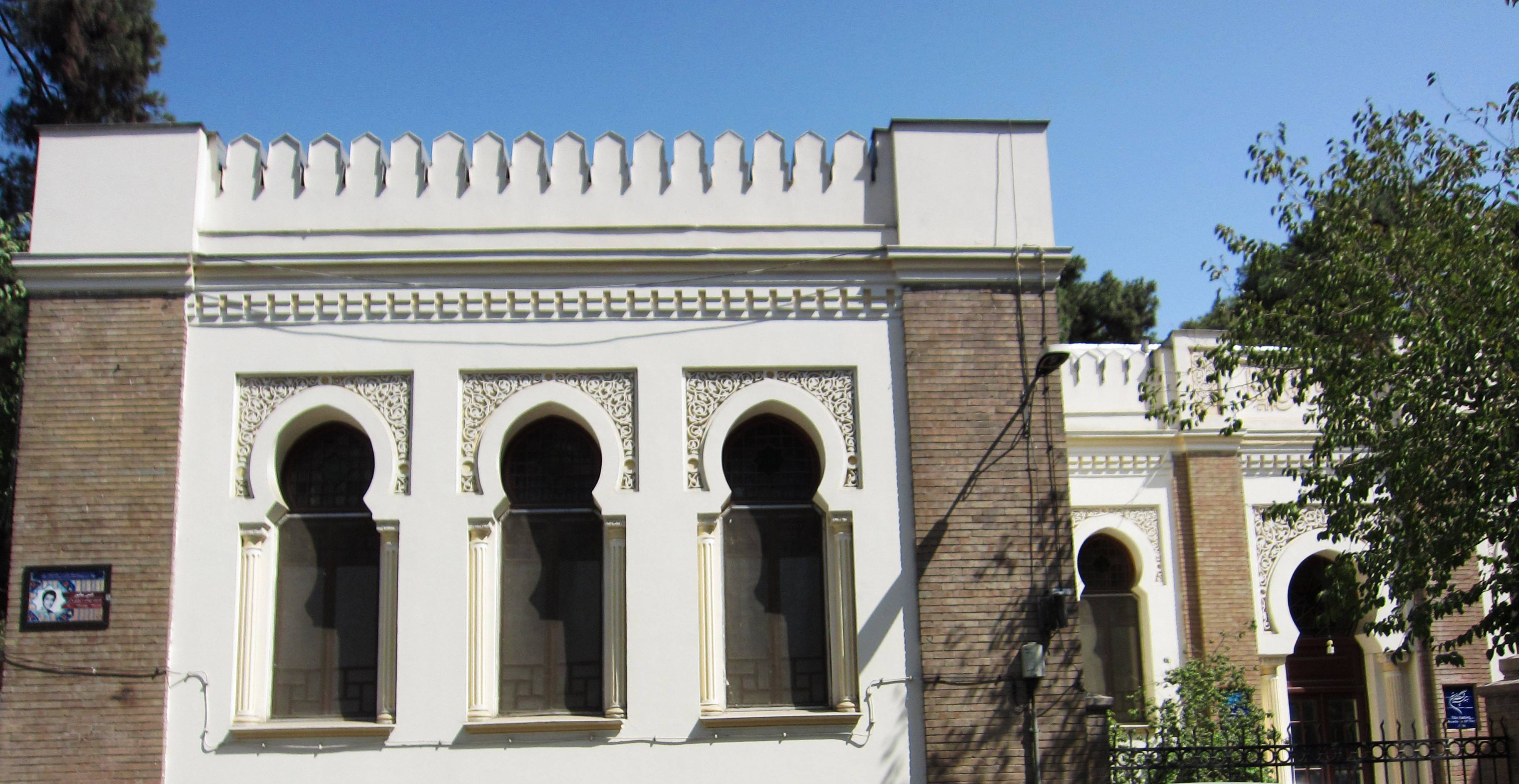
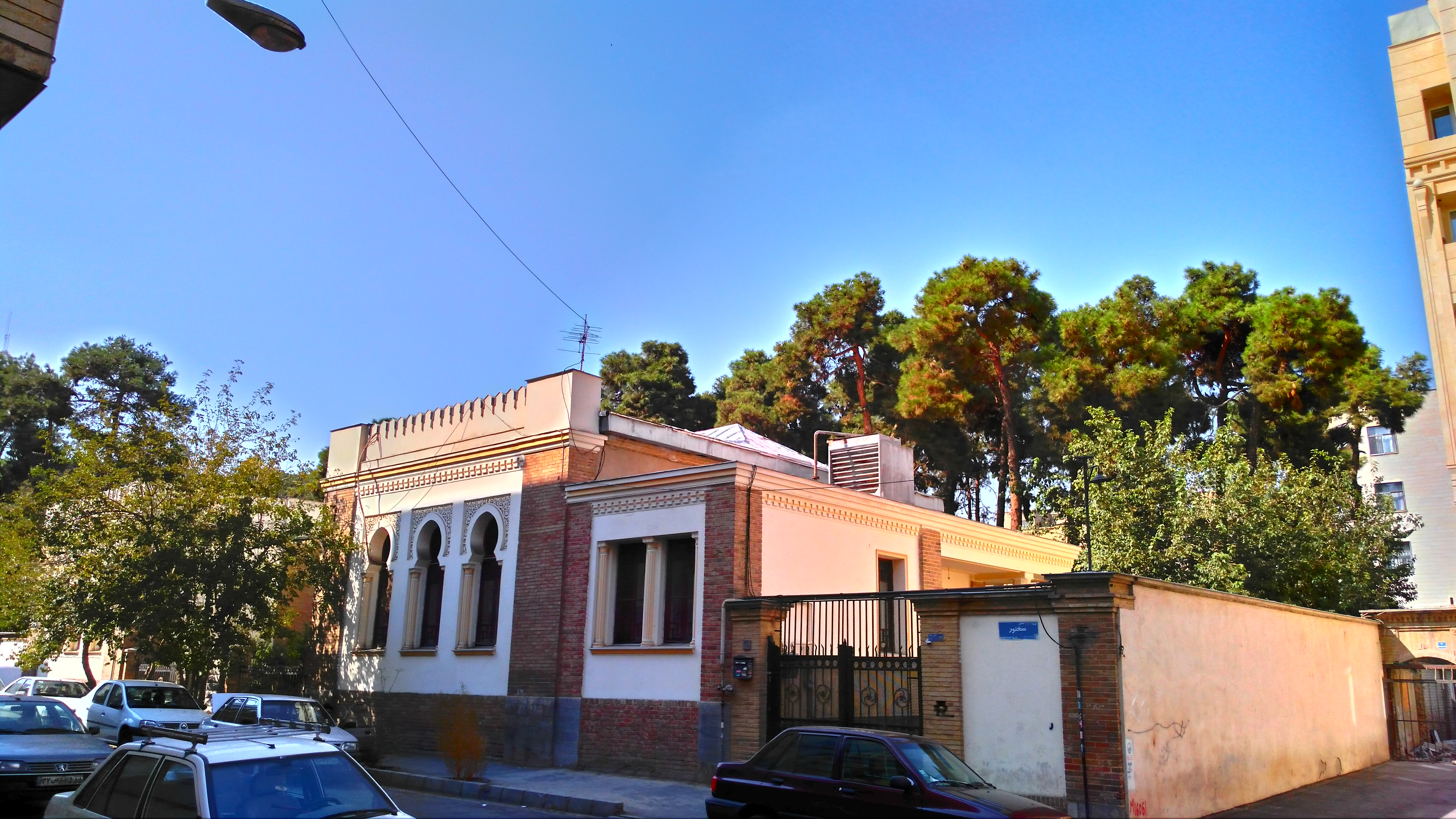
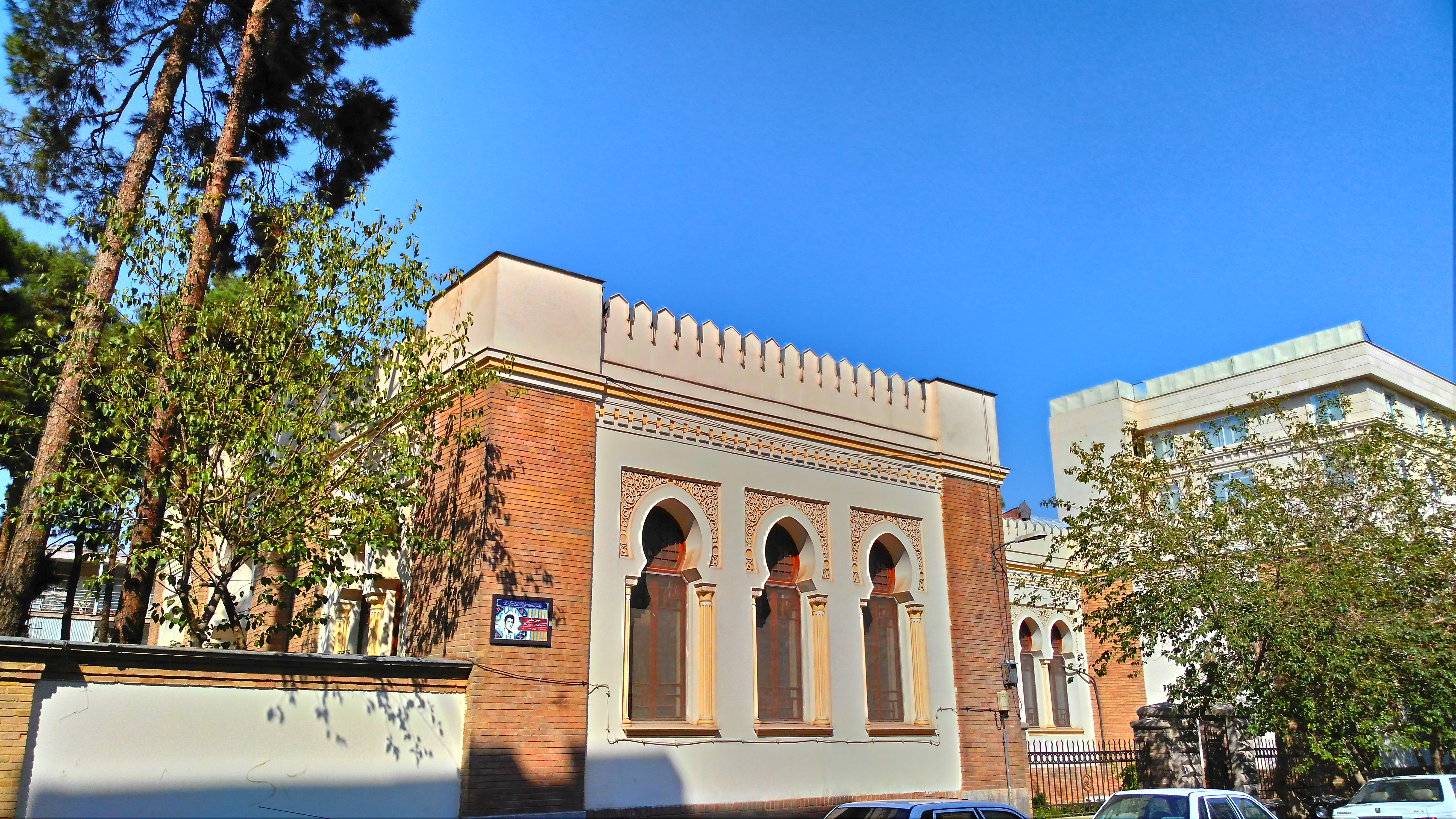
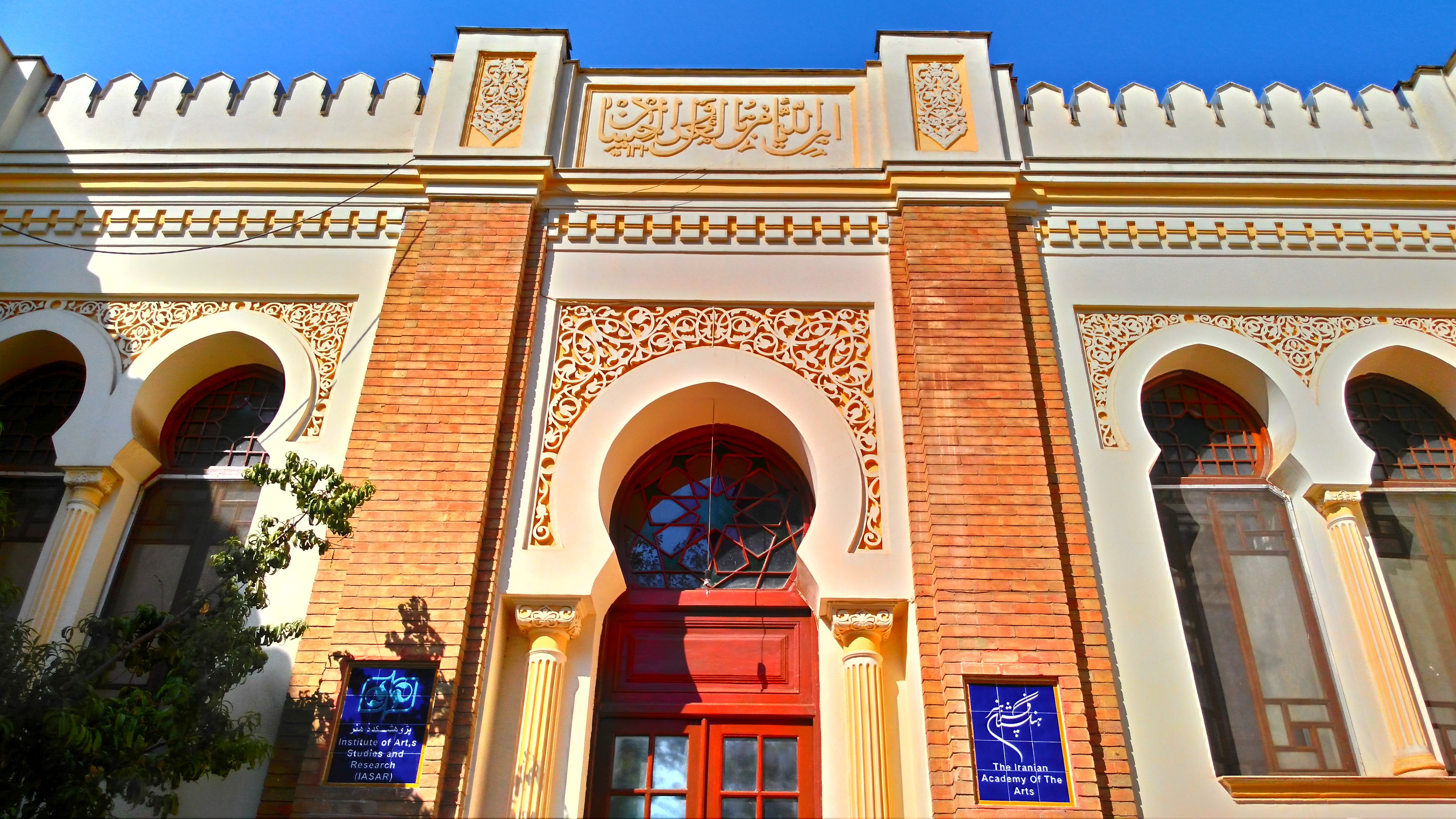
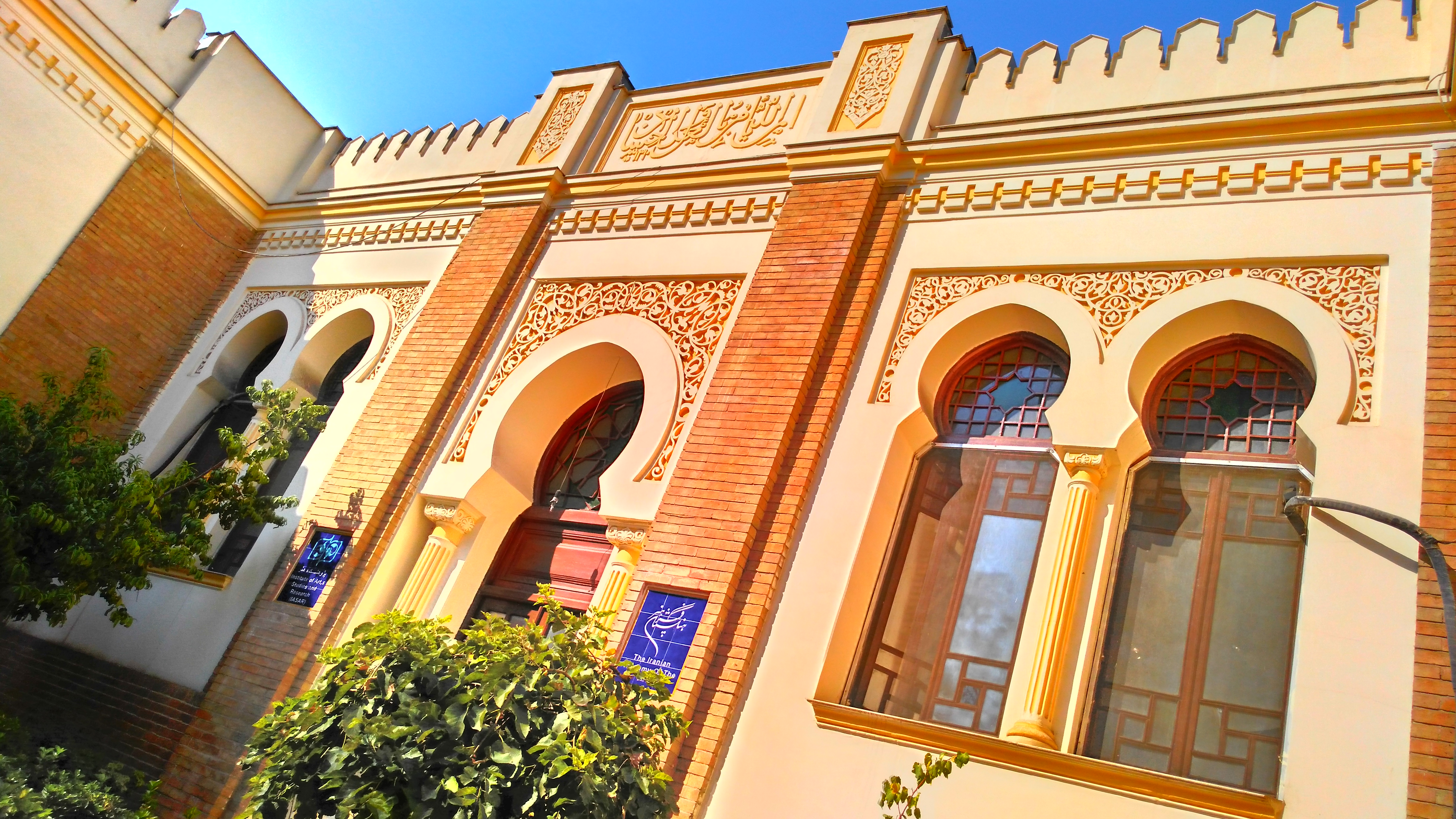
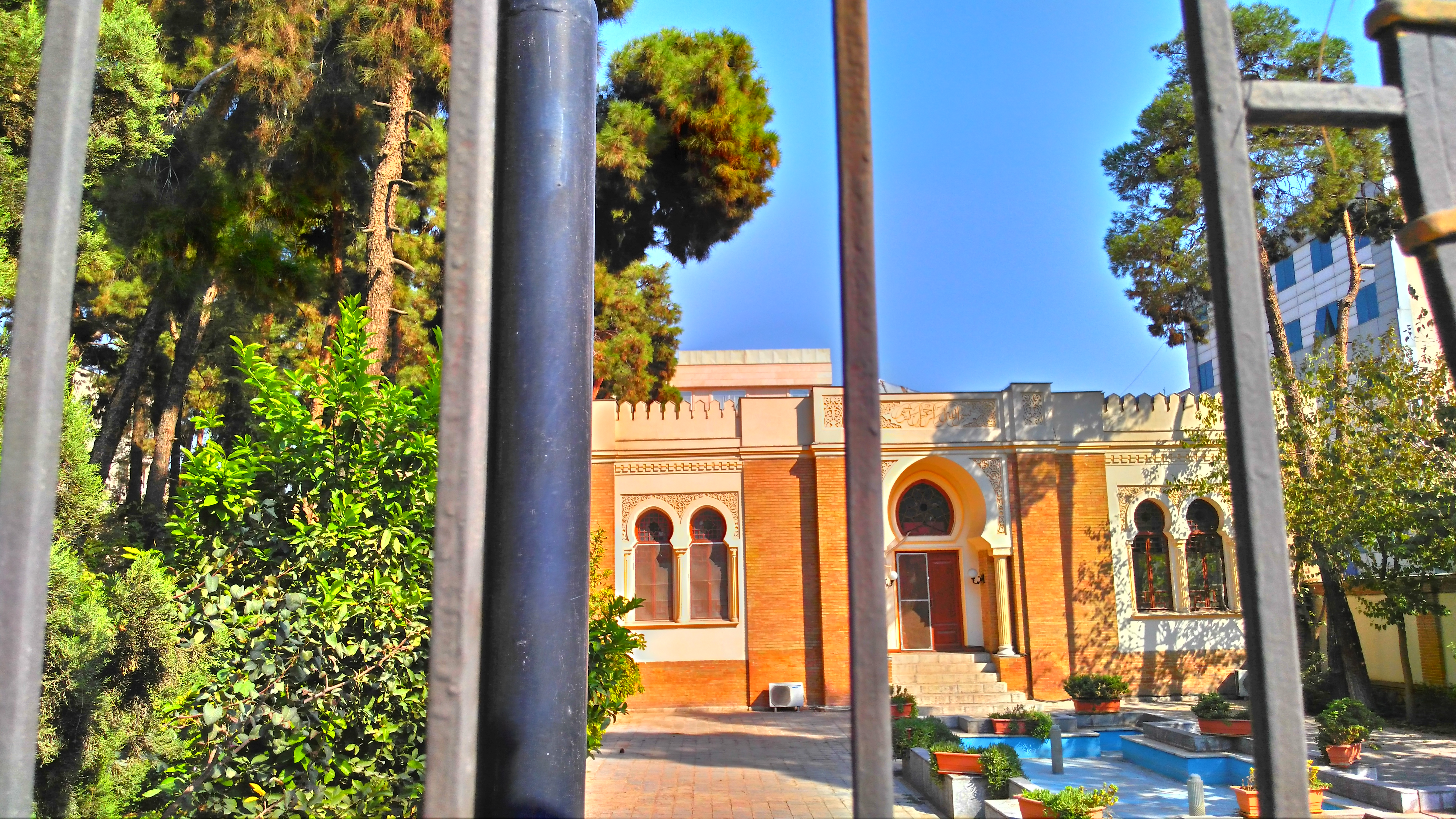
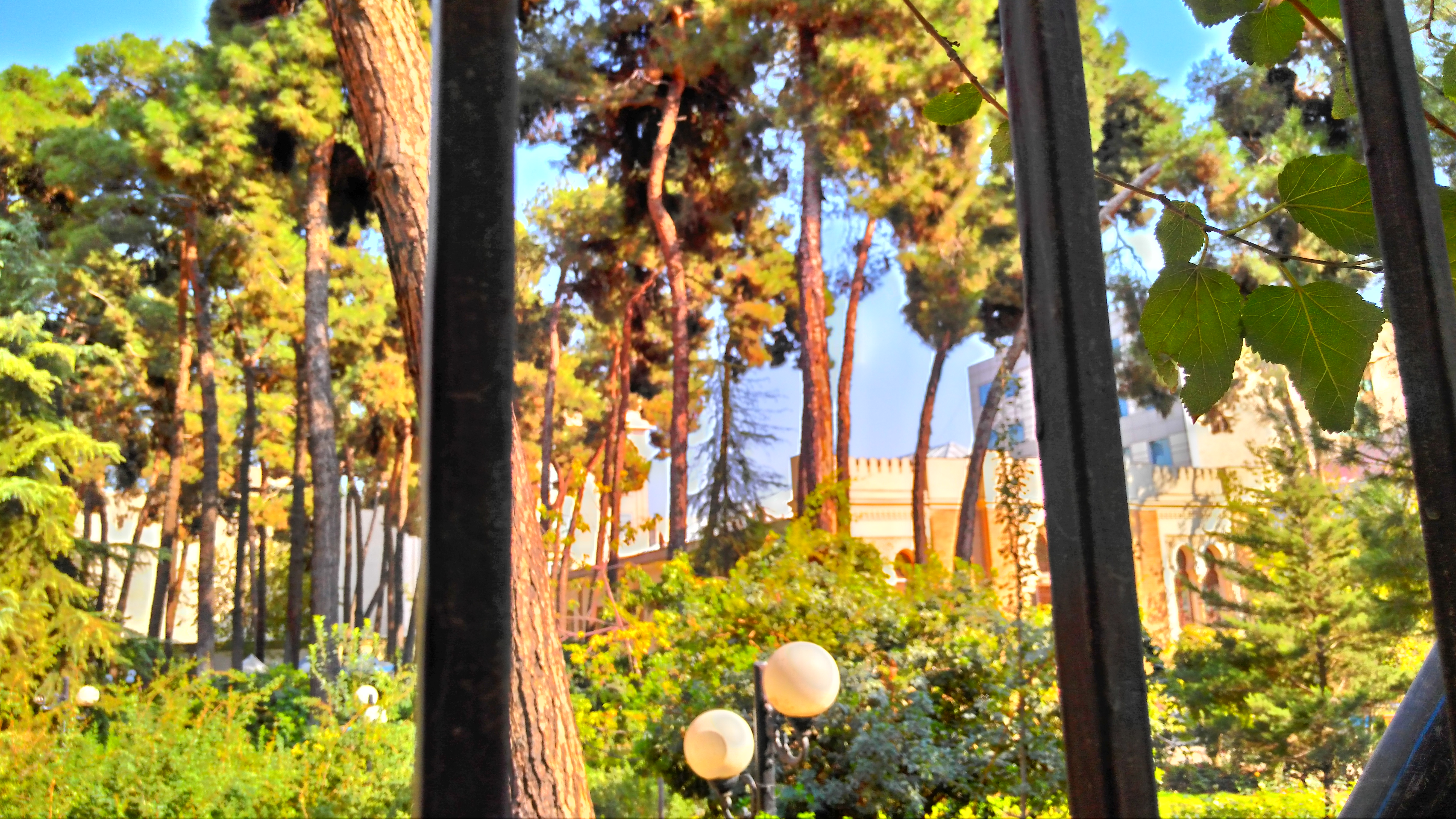
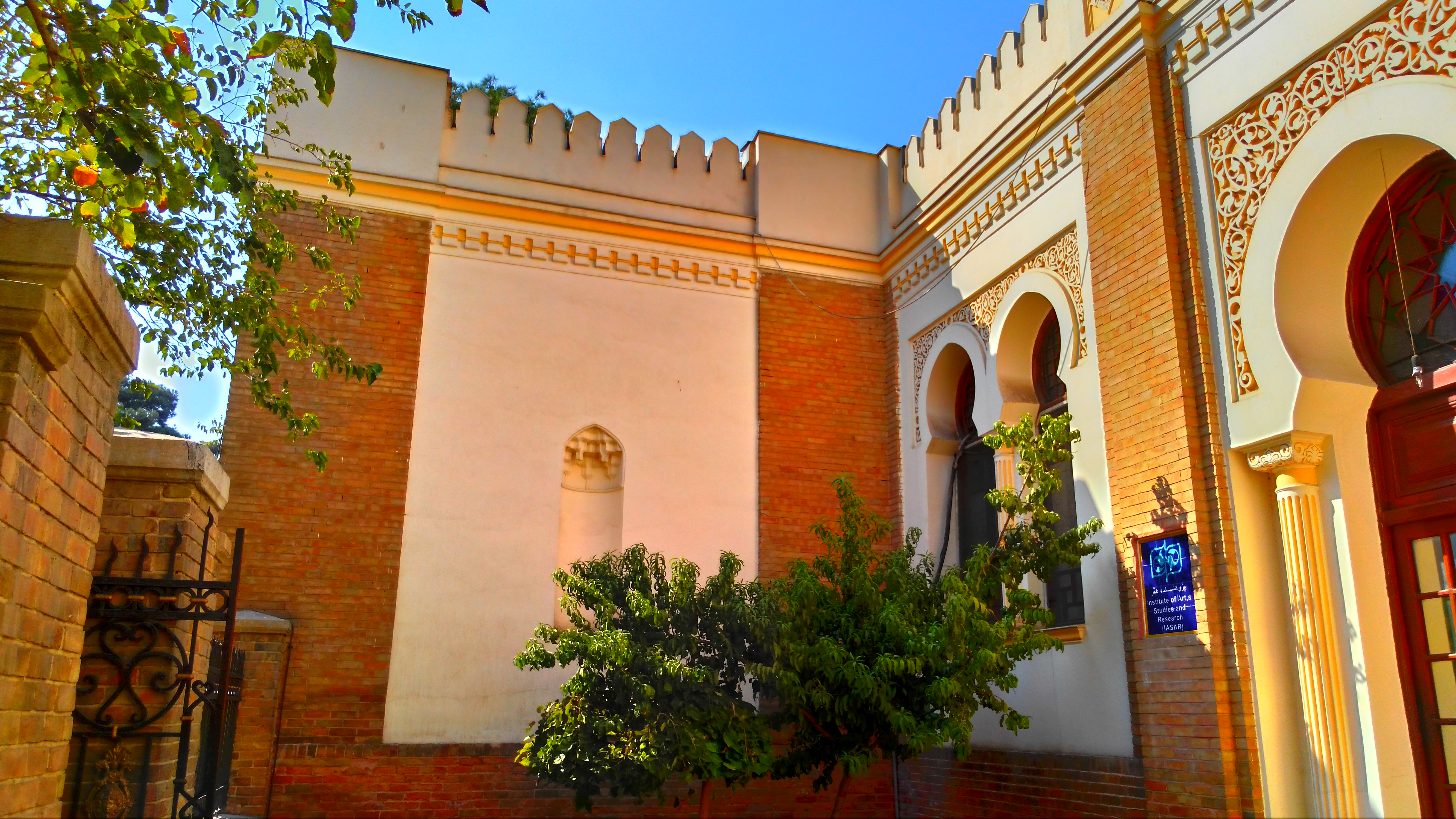
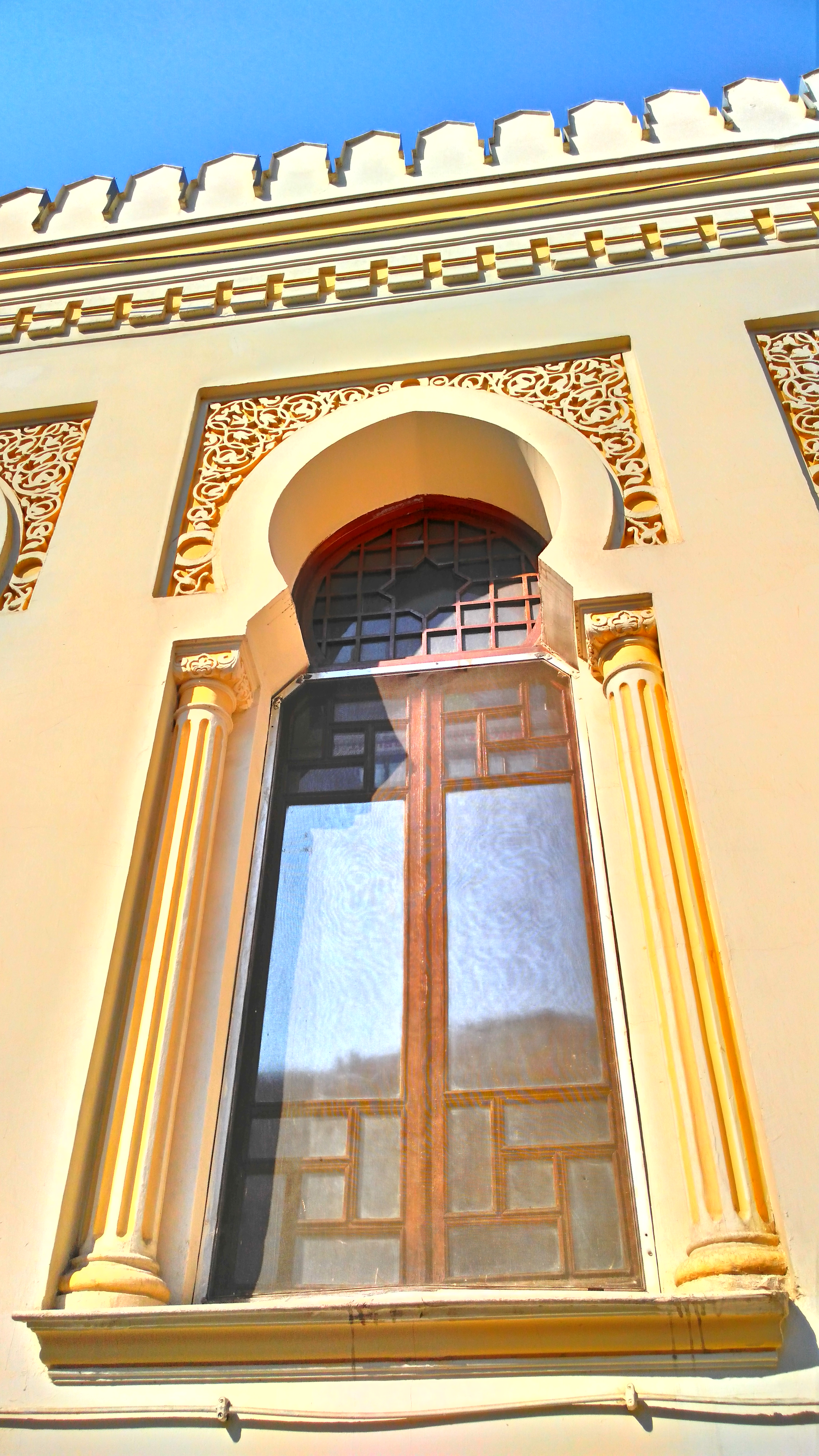
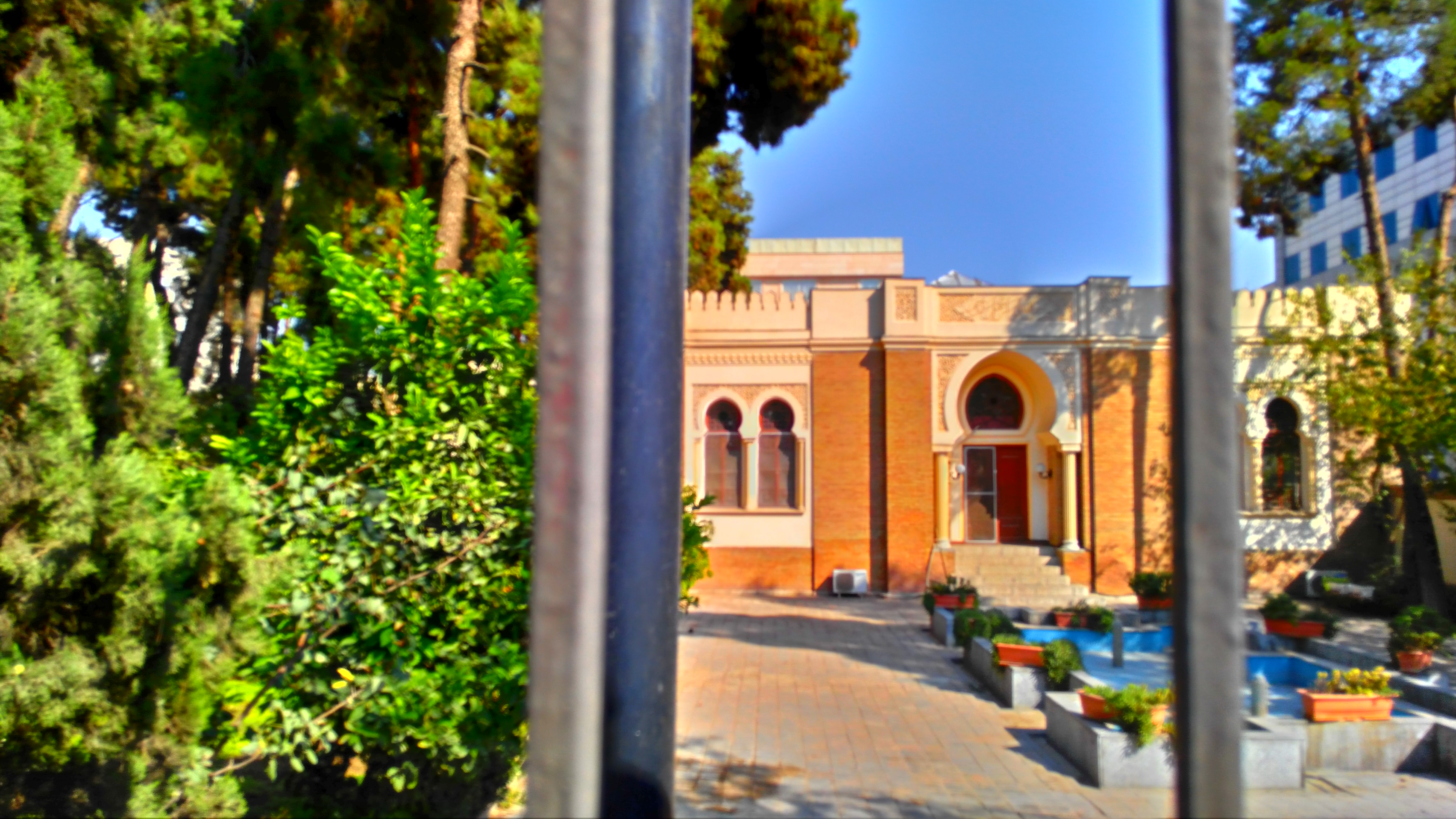
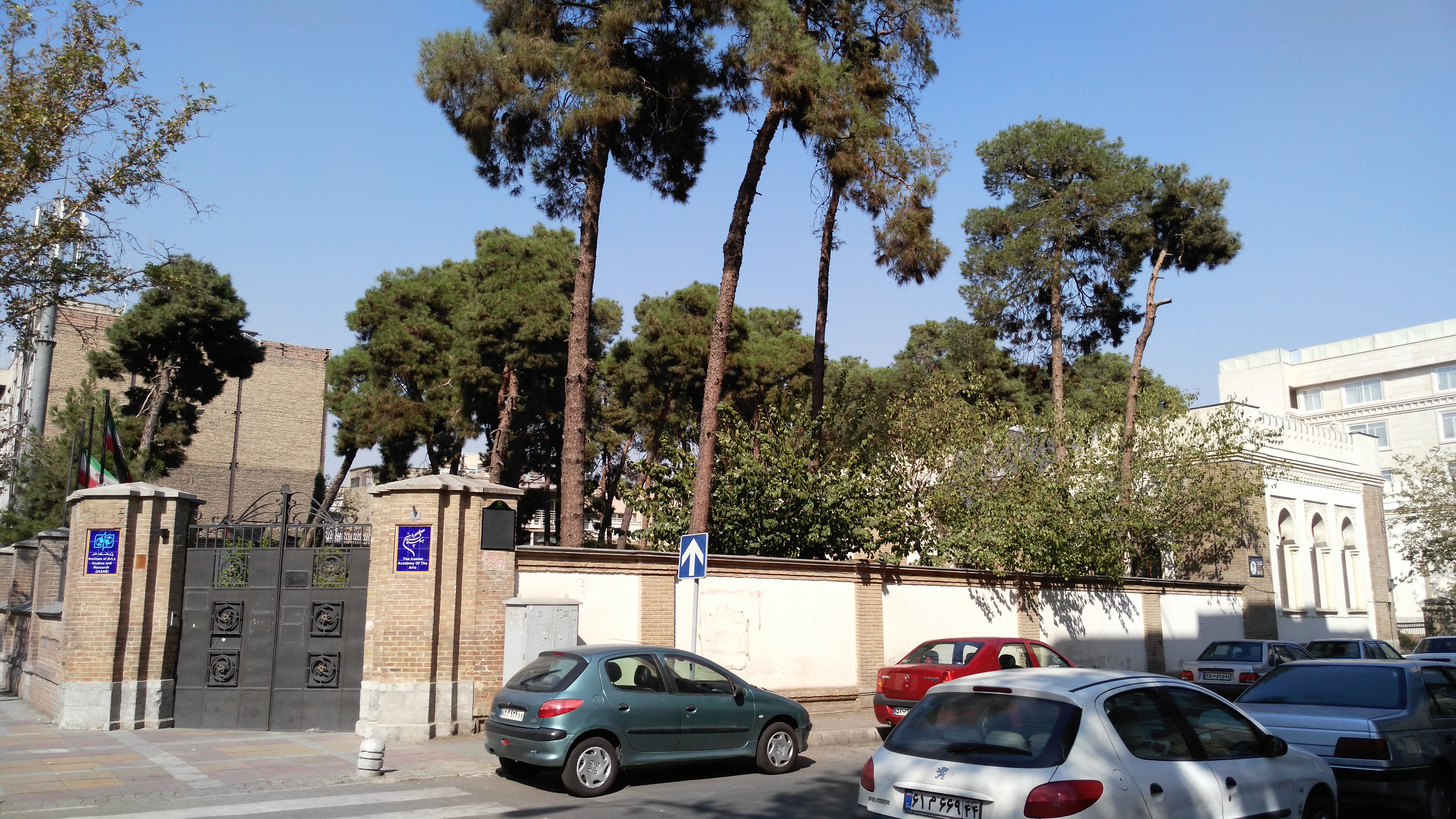